# Delta Chat
Delta Chat is een applicatie voor instant messaging en tevens mailserverprovider, die op zowel mobiele apparaten als de computer beschikbaar is. De apps worden volledig door de gemeenschap ontwikkeld en zijn open source.
De financiering is afkomstig van onder andere de EU en Open Technology Fund (OTF). OTF financierde in 2018 en 2019 zo'n 200.000–300.000 dollar en in 2023 bijna 400.00 dollar.

## Gebruik
De dienst onderscheidt zich van andere chatapps, zoals WhatsApp en Telegram, doordat achter de schermen geen chatprotocol gebruikt wordt, maar mailservers. Zodoende kan men chatten via e-mail en is het mogelijk voor gebruikers om zelf een e-mailprovider te kiezen in plaats van een account bij Delta Chat aan te maken of een telefoonnummer te registreren. Ook kunnen foto's en video's worden verstuurd, evenals spraakberichten en bewegende gifjes. Delta Chat maakt gebruik van vinkjes om aan te geven of een bericht gelezen is.
Anderen hoeven Delta Chat niet te installeren om berichten te kunnen beantwoorden. Gebruikers hebben tevens de mogelijkheid om traditionele e-mails te beantwoorden in de app, door middel van IMAP. Sinds 2023 biedt Delta Chat zogeheten chatmailservers aan, lichte mailservers speciaal voor chatdoeleinden. Op deze servers krijgt men na het scannen van een QR-code automatisch een e-mailadres en wachtwoord toegekend. Chatten via een chatmailserver kan echter alleen met behulp van eind-tot-eindversleuteling, op basis van Autocrypt.

### Webxdc
Een van de opvallendste functies van Delta Chat is dat gebruikers webapps binnen de clients kunnen gebruiken. Hiertoe is het platform webxdc ontwikkeld. Zo kan bijvoorbeeld met behulp van webapps worden samengewerkt, een spelletje worden gespeeld of gevideobeld.

## Beschikbaarheid
Delta Chat is in verschillende talen beschikbaar, waaronder het Nederlands, Engels, Duits en Frans. De volgende besturingssystemen worden ondersteund:
- iOS;
- Android;
- Windows;
- macOS;
- Linux;
- Ubuntu Touch (onofficiële client, maar in nauwe samenwerking met de officiële ontwikkelaars).

De desktopclients maken gebruik van Electron.